# Ingalill Berglund
Ingalill Marie Berglund, född 1 juni 1964, är en svensk företagsledare. Från 2011 till 2016 var hon vd för fastighetsbolaget Atrium Ljungberg.
Berglund har läst en ekonomiutbildning vid Schartaus Handelsinstitut i Stockholm. Hon har arbetat som redovisningschef vid Stadshypotek Fastigheter och som ekonomichef med plats i ledningsgruppen hos SISAB. 2001 rekryterades hon till Ljungberggruppen, som 2007 gick ihop med Atrium och då blev ett av Sveriges största fastighetsbolag. Efter tio år som bolagets finanschef utsågs hon i mars 2011 till vd för Atrium Ljungberg. Samma år utsågs hon till årets kvinnliga förebild i branschen.
Hon är uppväxt på Resarö.